# Perro amor
Perro amor è una telenovela prodotta da Telemundo nel 2010. È un riadattamento alla telenovela colombiana del 1998 dal titolo omonimo. La registrazione è iniziata nella terza settimana di novembre 2009, concludendosi il 15 maggio 2011. Ha come protagonisti Carlos Ponce, Ana Lucía Domínguez, Maritza Rodríguez, Khotan Fernández e Maritza Bustamante.
Gli attori Maritza Rodríguez, Rodrigo de la Rosa, Víctor Cámara e Elluz Peraza hanno vinto un premio ai Miami Life Awards 2011. Tra il 2010 e il 2012 la serie è stata trasmessa in Stati Uniti d'America, Albania, Polonia, Lituania, Romania, Bulgaria, Slovenia, Costa Rica, Colombia, Ecuador, Serbia, Messico, Panama, Spagna, Montenegro e altri paesi.
Racconta la storia di Antonio Brando e Camila, due cugini che sono innamorati fin da quando erano piccoli. Camila sfida Antonio a dormire insieme a Sofia per una notte, la donna si innamora però di lui. Allora Antonio decide di sposarla, ma non ammette a Sofia i veri sentimenti per Camila.